# Miedwieżje (rejon siemiłucki)
Miedwieżje (ros. Медвежье) – wieś (sieło) w Rosji, w obwodzie woroneskim, w rejonie siemiłuckim. W 2021 liczyła 432 mieszkańców.